# Marie Soldat-Röger
Marie Soldat-Röger (Graz, 25 marzo 1863 – Graz, 30 settembre 1955) è stata una violinista e docente austriaca.

## Biografia
Marie Soldat nacque nei pressi di Graz; iniziò a studiare pianoforte con suo padre e poi alla scuola di musica di Graz. Passò a studiare il violino dal 1871 al 1877 con Eduard Pleiner e debuttò nel 1874.  Marie Soldat proseguì gli studi dal 1877 con August Pott. 
Nel 1879, durante un tour di concerti in varie località balneari, Ferdinand Thieriot, il suo insegnante di teoria musicale, organizzò un incontro con Brahms a Pörtschach. Brahms, dopo averla ascoltata, la raccomandò a Joseph Joachim. 
Nel 1879 Marie Soldat si trasferì a Berlino per studiare alla Musikhochschule con Joachim e con il suo assistente Heinrich Jacobsen.
Nel 1882 completò gli studi presso la Musikhochschule ma continuò a prendere lezioni private con Joachim, concentrandosi sui Concerti di Beethoven e di Brahms. Avendo la più grande stima per il talento musicale della giovane artista, Joachim diede tutte le lezioni gratuitamente. 
Nel 1885, Soldat suonò il Concerto di Brahms a Vienna. Nel 1887 fondò a Berlino un quartetto d'archi. Trasferitasi a Vienna nel 1889, sposò Wilhelm Roeger e da lui adottò il secondo cognome.
Nel 1894-95 Soldat-Roeger fondò a Vienna un secondo quartetto, il Quartetto Soldat-Roeger, col quale ottenne risonanza internazionale. Fece numerose tournée come solista e quartettista in tutta Europa e apparve come solista fino al 1913. In seguito si dedicò esclusivamente all’insegnamento e, dal 1936, si ritirò dalla vita musicale pubblica. 
Morì nel 1955 all'età di 92 anni a Graz.